# Ivan Monteiro de Barros Lins
Ivan Monteiro de Barros Lins (Belo Horizonte, 16 de abril de 1904 — Rio de Janeiro, 16 de junho de 1975) foi um jornalista, professor, pensador, ensaísta e conferencista brasileiro.

## Biografia
Filho do ex-ministro do Supremo Tribunal Federal Edmundo Pereira Lins e de Maria Leonor Monteiro de Barros Lins. Estudou no Colégio Anglo-Americano e no Colégio Arnaldo, em Belo Horizonte. Mudou-se para o Rio de Janeiro em 1917, onde formou-se em medicina, em 1930, já adepto do positivismo.
Foi um dos maiores defensores e divulgadores da filosofia positivista no Brasil, tornando-se assíduo conferencista e articulista em diversos jornais.

### Vida pública
Foi secretário da Estação Experimental de Combustíveis e Minérios, em 1932. Em 1937, tornou-se professor de história da filosofia da Faculdade de Direito da Universidade do Brasil.
Durante a Era Vargas, foi nomeado ministro do Tribunal de Contas da União, do qual foi presidente. Integrou uma representação cultural brasileira, no Uruguai, em 1940.

## Obras
- Lope da Vega (1935)
- Católicos e positivistas (1937)
- Tomás Morus e a utopia (1938)
- Um aspecto inédito na obra de Martins Fontes(1938)
- Ruiz de Alarcón (1940)
- A Idade Média, a cavalaria e as cruzadas (1939)
- Descartes: Época, Vida e Obra ( 1940)
- Gonçalves de Magalhães (1943)
- Aspectos do padre Antônio Vieira  (1956)
- História do Positivismo no Brasil (1964)
- Edmundo Lins (1965)
- Estudos brasileiros, ensaios (1973)

## Academia Brasileira de Letras
Eleito em 7 de agosto de 1958, em sua segunda candidatura (perdeu a primeira para Menotti del Picchia), foi o terceiro ocupante da cadeira 1, que tem por patrono Adelino Fontoura, na sucessão de Afonso d'Escragnolle Taunay. Foi recebido pelo acadêmico Rodrigo Octavio Filho, em 12 de novembro de 1958. Recebeu os acadêmicos Hermes Lima, Aurélio de Lyra Tavares e Paulo Carneiro.